# Marinaldo Cícero da Silva
Marinaldo Cicero da Silva, meglio noto come Chumbinho (Palmares Paulista, 21 settembre 1986), è un ex calciatore brasiliano, di ruolo attaccante.

## Caratteristiche tecniche
Trequartista, può essere schierato come ala destra o come seconda punta.

## Carriera
Ha giocato circa 200 incontri tra i professionisti.
Dopo aver giocato in Brasile, Giappone e Portogallo, nel luglio 2010 l'Olympiacos ne acquista le prestazioni per 400000 €. Dopo averlo spedito per anni in prestito, facendogli girare tutta la Grecia, nel 2013 lo cede a titolo gratuito in Azerbaigian.

## Palmarès

### Club

#### Competizioni statali
- Campionato paulista: 1

San Paolo: 2005

#### Competizioni nazionali
- Campionato brasiliano: 1

San Paolo: 2006
- Campionato azero: 2

Qarabağ: 2013-2014, 2014-2015
- Coppa dell'Azerbaigian: 1

Qarabağ: 2014-2015